# Tillman
Tillman (Califórnia, 6 de junho de 2005 - Oxnard, 28 de outubro de 2015) foi um buldogue inglês estadunidense que entrou para o Guinness Book, em 2009, como o mais veloz cão skatista do mundo.
Também praticava surf e antes do recorde mundial, Tillman participou do Greatest American Dog, um reality show da CBS, em 2008, e estrelou o programa Who Let the Dogs Out, do canal a cabo "Hallmark Channel".